# Camillo Laurenti
Camillo Laurenti (ur. 20 listopada 1861 w Monte Porzio Catone, zm. 6 września 1938 w Rzymie) – włoski duchowny katolicki, wysoki urzędnik Kurii Rzymskiej, kardynał.

## Życiorys
Ukończył Almo Collegio Capranica w Rzymie, a także Ateneum "De Propaganda Fide" (doktorat z filozofii i teologii). Święcenia kapłańskie przyjął 7 czerwca 1884 w Rzymie. Pracował w Świętej Kongregacji Rozkrzewiania Wiary, gdzie w 1887 został pierwszym minutantem. Prywatny szambelan supranumerarius od 1889. W latach 1892–1908 był profesorem filozofii w Ateneum "De Propaganda Fide". Od 1908 pełnił funkcję podsekretarza w Kongregacji Rozkrzewiania Wiary. Prałat Domowy Jego Świątobliwości od czerwca 1909. W 1911 został sekretarzem kongregacji, w której pracował. Był też konsultantem w kongregacjach Świętego Oficjum i Kościołów Wschodnich.
Na konsystorzu z czerwca 1921 kreowany kardynałem diakonem Santa Maria della Scala. Brał udział w konklawe 1922. Od 5 lipca 1922 pełnił obowiązki prefekta Świętej Kongregacji ds. Zakonów. Był papieskim legatem na kongresy eucharystyczne w Sassari i Sora, a także kongres Chrystusa Króla w Mediolanie w 1926. W grudniu 1928 został pro-prefektem Świętej Kongregacji Obrzędów, a 12 marca 1929 prefektem tejże dykasterii. W 1935 jego diakonia została podniesiona pro illa vice do rangi kościoła prezbiterialnego, a sam Laurenti był odtąd kardynałem prezbiterem. Nigdy nie przyjął święceń biskupich. Pochowany został w rodzinnym grobowcu na cmentarzu Campo Verano.